# Phylloscopus magnirostris
Phylloscopus magnirostris là một loài chim trong họ Phylloscopidae.